# Ernest II de Saxònia-Altenburg
Ernest II de Saxònia-Altemburg (Altemburg, Turíngia, 1871 - Castell de Fröhliche Wiederkunft 1955) va ser el darrer duc sobirà de Saxònia-Altemburg, que ostentà la sobirania del ducat centreuropeu des de 1908 fins a 1918.
Nascut a Altemburg, capital del ducat de Saxònia-Altemburg (actualment a l'estat de Turíngia), el dia 31 d'agost de 1871, fill del príncep Maurici de Saxònia-Altemburg i de la princesa Augusta de Saxònia-Meiningen, Ernest era net per via paterna del duc Jordi I de Saxònia-Altenburg i de la duquessa Maria de Mecklemburg-Schwerin; mentre que per via materna ho era del duc Bernat II de Saxònia-Meiningen i de la princesa Maria de Hessen-Kassel.
El dia 27 de febrer de 1898 es casà a la ciutat de Bückeburg, capital del principat de Schaumburg-Lippe, amb la princesa Adelaïda de Schaumburg-Lippe, filla del príncep Guillem de Schaumburg-Lippe i de la princesa Bathildis d'Anhalt. La parella tingué quatre fills:
- SA la princesa Carlota de Saxònia-Altemburg, nada a Potsdam el 1899 i morta a Hemmelmark el 1989. Es casà a Hemmelmark el 1919 amb el príncep Segimon de Prússia.

- SAR el príncep Jordi Maurici de Saxònia-Altemburg, nat a Potsdam el 1900 i mort a Redensburg el 1991. Darrer duc titular de Saxònia-Altemburg.

- SA la princesa Elisabet de Saxònia-Altemburg, nada a Potsdam el 1903 i morta a Breiholz el 1991.

- SA el príncep Frederic de Saxònia-Altemburg, nat a Potsdam el 1905 i mort a Rosenheim el 1985.

Ernest II i la princesa Adelaïda de Schaumburg-Lippe es divorciaren l'any 1920. Immediatament després, el duc inicià una relació morganàtica amb Maria Triebel amb qui es casà el 1934 al Castell de Fröhliche Wiederkunft. D'aquesta segona unió no en nasqué cap fill.
Ernest II rebé formació militar al si de l'exèrcit prussià. Des de ben jove fou designat pel seu oncle hereu al tron altemburguès davant de l'absència d'un hereu per línia directa. Així, Ernest heretà el tron d'Altemburg el 1908. Durant deu anys regí el ducat.
Amb la derrota militar a la Primera Guerra Mundial, el sistema de prínceps alemanys caigué i amb ells el ducat de Saxònia-Altemburg. Així, el dia 13 de novembre de 1918 hagué d'abdicar.
Malgrat tot, la pèrdua del tron no significà una pèrdua de poder si més no de caràcter informal. Els Saxònia-Altemburg seguien mantenint una posició privilegiada en la vida pública de Turíngia, ja que la República de Weimar els havia indemnitzat amb fortes sumes econòmiques.
Amb l'avenç de les tropes soviètiques, el duc Ernest decideix romandre a Saxònia aconseguint poder seguir vivint al Castell de Fröhliche Wiederkunft. Així, morí al castell el dia 22 de març de 1955 a l'edat de 84 anys. A la seva mort, el príncep Jordi Maurici de Saxònia-Altemburg fou dipositari dels drets històrics de la família dels Altemburg.